# ジョン・イーガン
ジョン・イーガン（John Egan, 1992年10月20日 - ）は、アイルランド・コーク県コーク出身のプロサッカー選手。イングランド・EFLチャンピオンシップのハル・シティAFCに所属している。ポジションはDF。

## 来歴
2009年にサンダーランドAFCのユースチームに入団。2011-12シーズンにトップチームに昇格するも不出場に終わり、以降はクリスタル・パレスFCに皮切りにあらゆる下部リーグのチームへのローン移籍に終始するシーズンを送り、2014年にサンダーランドとの契約が満了。
2014年7月3日、EFLリーグ1 (3部リーグ)のジリンガムFCと2年契約を締結。2シーズン在籍し81試合10得点を記録し、中心選手に成長。2015-16シーズンはDFながら6ゴールを決め、同シーズンのPFA年間ベストイレブンのEFLリーグ1部門のベストイレブンに選出された。
2016-17シーズンから2シーズンは、EFLチャンピオンシップ (2部リーグ)のブレントフォードFCでプレー。
2018年7月19日、シェフィールド・ユナイテッドFCと4年契約を締結。2018-19シーズンは2部リーグで2位に入り、2006-07シーズン以来のプレミアリーグ復帰に貢献。イーガン自身初のプレミアリーグとなった2019-20シーズンは、「降格候補」の前評判を覆す快進撃を繰り広げ、イーガン自身も最終ラインからチームに貢献している。
2024年9月、バーンリーFCに1年契約で移籍した。
2025年2月3日、ハル・シティAFCに1年半契約で移籍した。

## アイルランド代表
2010年からユース世代のアイルランド代表に招集され、2017年3月にフル代表初招集。同月28日のアイスランド戦で、フル代表デビューを果たした。